# UDBA
L'Uprava državne bezbednosti/sigurnosti/varnosti o UDBA (in serbo: Управа државне безбедности, УДБА; letteralmente: Amministrazione Sicurezza Statale) era la polizia segreta della Repubblica Federale Socialista di Jugoslavia. Fu responsabile dell'eliminazione di dozzine di nemici dello Stato, all'interno della Jugoslavia e al di fuori dei confini nazionali (si stimano 200 tra uccisioni e sequestri). Tra le persone eliminate figurano criminali di guerra come Vjekoslav Luburić o come Bruno Bušić, dissidente croato.

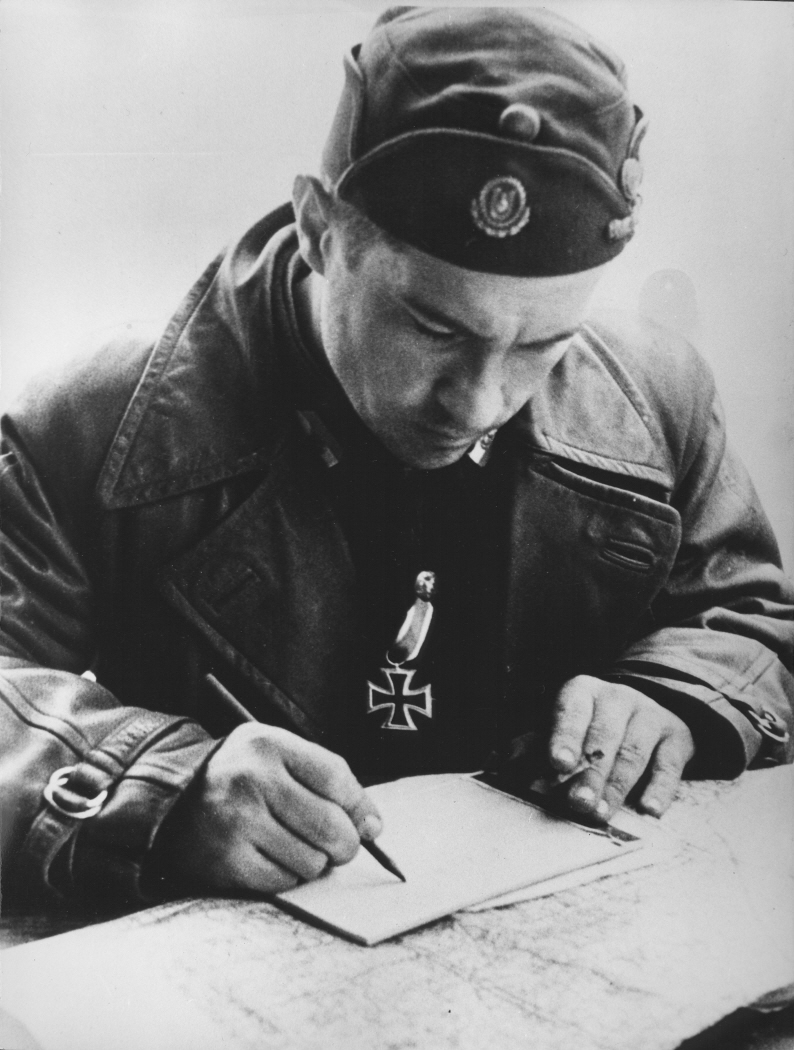
Vjekoslav "Maks" Luburić membro degli Ustaša viene ricordato come il comandante del Campo di concentramento di Jasenovac. Venne ucciso da un agente dell'UDBA nel 1969 in Spagna.

## Funzioni
L'UDBA era il più importante servizio di intelligence e sicurezza della Jugoslavia socialista dal 1946 fino al 1991, era responsabile soprattutto della sicurezza all'interno dello Stato. Dopo il 1946 la Amministrazione Sicurezza Statale (UDB) si sottopose a numerosi cambiamenti per quanto riguarda il servizio di intelligence e di sicurezza dovuti ad alcuni problemi che includevano: presenza di bande; protezione dell'economia; Cominform. Nel 1945 e nel 1946 per esempio, l'UDB venne organizzato all'interno di distretti. Nel 1950 quando le amministrazioni territoriali unite furono abolite come autorità l'UDB venne nuovamente riorganizzata. Durante questo periodo l'attività di sicurezza e di intelligence si concentrarono soprattutto sulla sicurezza interna. Un'ideologia che si discostava dai valori del collettivismo, della fratellanza, dell'armonia sociale e della lealtà era un pericolo per i servizi di sicurezza.
Successivamente l'uso della forza venne mitigato e quando venne avviato il processo di decentralizzazione dello Stato, i servizi di sicurezza e controspionaggio vennero riorganizzati per decentrarli e renderli più efficaci. La legge per gli Affari Interni e il decreto sull'Organizzazione della Segreteria di stato degli Affari Interni regolavano l'autorità dei servizi di sicurezza sotto la dipendenza del Ministero dell'interno.
La successiva riorganizzazione affrontò le questioni riguardanti le competenze della federazione (sicurezza dello Stato, traffico attraverso il confine, cittadini all'estero, passaporti, introduzione e diffusione di stampa estera, cittadinanza federale).

## Struttura
Il servizio di intelligence e l'attività di sicurezza erano organizzati nella seguente maniera:
- Dopo che l'OZNA venne abolita, l'attività di Intelligence fu divisa e affidata ai ministri federali: l'Amministrazione Sicurezza Statale al Ministro Federale dell'Interno, il servizio di Investigazione e Documentazione (SID) al Ministro Federale per gli Affari Esteri che raccoglieva informazioni politiche sui governanti esteri. L'intelligence riguardante l'aspetto militare era gestito dal dipartimento GS 2nd - KOS (Kontraobavještajna služba/ Servizio di Controspionaggio) della JNA.
- Nel 1966 la UDBA viene ribattezzata SDB (Servizio Sicurezza Statale). Il termine UDBA venne comunque utilizzato spesso.
- La SDB non era autonomo, ma legato al servizio federale che coordinava il lavoro e inviava le istruzioni.
- La sicurezza statale era regolata da una normativa segreta (Gazzetta Ufficiale segreta) che prescriveva l'uso delle operazioni speciali. La SDB effettuava perquisizioni all'interno delle case, intercettazioni negli edifici, intercettazioni delle telecomunicazioni, sorveglianza delle persone e controlli sulle lettere o altre consegne.
- L'obiettivo principale della SDB era l'identificazione e l'ostruzione dei "nemici della nazione" presenti all'interno dello Stato (correnti di destra, clericalisti, membri del Cominform, nazionalisti e separatisti). Il controspionaggio estero era considerato meno importante ed era sotto controllo federale.
- La SDB era una polizia politica, che riceveva dal partito le linee guida e rispondeva delle sue azioni al partito. La SDB per questo era profondamente legata al sistema politico tanto che uno dei suoi compiti era la preparazione della "Valutazione della Sicurezza Politica", che effettuava accertamenti su ogni aspetto della vita.
- Durante la sua attività la SDB godeva di ampio potere, quasi illimitato. Poteva effettuare arresti, identificazioni e interrogatori come la polizia ufficiale.
- L'organizzazione della SDB subiva continui cambiamenti e migliorie ma rimaneva sempre legata alla unità centrale che aveva sede nella capitale della repubblica federale e a piccoli gruppi di lavoro sul campo. Tutte le informazioni giungevano alla unità centrale e da questa venivano re-inviati agli utilizzatori. I gruppi di lavoro che operavano sul campo agivano su contatto delle autorità locali, ma non ne dovevano rispondere.

## Attività
Nel periodo che va dal 1963 al 1974 il servizio di sicurezza si è occupato di una serie di eventi sia nazionali sia internazionali. All'interno dello Stato vi furono delle contestazioni politiche prima e dopo il Brioni Plenum (1966), manifestazioni studentesche a Belgrado (1968), la Primavera croata svoltasi in Croazia nel 1971, un'incursione di un gruppo di nazionalisti a Raduša (1972) e un ritorno del nazionalismo in Kosovo, Serbia, Macedonia e Slovenia. A livello internazionale, l'evento più importante fu l'invasione delle truppe del Patto di Varsavia in Cecoslovacchia nel 1968.
Queste furono le circostanze che portarono alla prima legge sugli affari interni che le varie repubbliche adottarono nel 1967. Secondo questa legge, gli affari interni erano gestiti direttamente dagli organi amministrativi comunali e dai segretariati per gli affari interni di ogni repubblica o dai suoi corpi provinciali. Quella fu la prima volta dal 1945 che le repubbliche presero il controllo e aumentarono l'influenza sui propri servizi di sicurezza.
Il Servizio Sicurezza Statale (SDB) era definito dalla legge come un servizio professionale all'interno del Segretariato della Repubblica sugli Affari Interni (RSUP). Ovviamente la maggior parte delle sue competenze rimanevano legate alle istituzioni federali come previsto dalla legge sulle manipolazioni degli affari interni sotto la competenza dei corpi amministrativi federali (1971), questa norma prevedeva che il segretariato federale per gli affari interni coordinasse il lavoro della SDB nelle repubbliche e nelle province. Ulteriori cambiamenti si ebbero con l'approvazione della legge federale sull'Amministrazione Statale (1978) e la legge della repubblica (1978). La nuova legge sugli affari interni diede l'incarico al Segretariato della Repubblica sugli Affari Interni (RSUP) di risolvere i problemi riguardanti la sicurezza statale. Questa risoluzione rimase valida fino al 1991 con la modifica della legge sugli affari interni.

### Personaggi eliminati[3]
| Anno | Nazione        | Assassinato                                                                          |
| ---- | -------------- | ------------------------------------------------------------------------------------ |
| 1946 | Italia         | Ivo Protulipac                                                                       |
| 1947 | Italia         | Andrej Uršič                                                                         |
| 1948 | Austria        | Ilija Abramović                                                                      |
| 1960 | Argentina      | Dinka Domančinović                                                                   |
| 1962 | Argentina      | Rudolf Kantonci                                                                      |
| 1966 | Canada         | Mate Miličević                                                                       |
| 1967 | Germania Ovest | Joze Jelić, Mile Jelić, Vlado Murat, Anđelko Pernar, Marijan Šimundić, Petar Tominac |
| 1968 | Austria        | Josip Krtalić                                                                        |
|      | Australia      | Pero Čović                                                                           |
|      | Francia        | Nedjeljko Mrkonjić                                                                   |
|      | Italia         | Ante Znaor                                                                           |
|      | Germania Ovest | Đuro Kokić, Vid Maričić, Mile Rukavina, Krešimir Tolj, Hrvoje Ursa                   |
| 1969 | Germania Ovest | Mirko Čurić, Nahid Kulenović                                                         |
|      | Spagna         | Vjekoslav (Maks) Luburić                                                             |
| 1971 | Argentina      | Ivo Bogdan                                                                           |
|      | Regno Unito    | Maksim Krstulović                                                                    |
|      | Germania Ovest | Mirko Šimić                                                                          |
|      | Svezia         | Mijo Lijić                                                                           |
| 1972 | Italia         | Rosemarie Bahorić, Stjepan Ševo, Tatjana Ševo                                        |
|      | Germania Ovest | Ivan Mihalić, Josip Senić                                                            |
| 1973 | Germania Ovest | Josip Buljan-Mikulić                                                                 |
| 1974 | Germania Ovest | Mate Jozak                                                                           |
| 1975 | Austria        | Nikola Martinović                                                                    |
|      | Belgio         | Matko Bradarić                                                                       |
|      | Danimarca      | Vinko Eljuga                                                                         |
|      | Germania Ovest | Ivica Miošević, Nikola Penava, Ilija Vučić                                           |
|      | Svezia         | Stipe Mikulić                                                                        |
| 1976 | Francia        | Ivan Tuksor                                                                          |
| 1977 | Sudafrica      | Jozo Oreč                                                                            |
|      | Germania Ovest | Ivan Vučić                                                                           |
|      | Stati Uniti    | Dragiša Kašiković                                                                    |
| 1978 | Francia        | Bruno Bušić                                                                          |
|      | Stati Uniti    | Križan Brkić                                                                         |
| 1979 | Canada         | Cvitko Cicvarić, Goran Šećer                                                         |
|      | Stati Uniti    | Marijan Rudela, Zvonko Štimac                                                        |
| 1980 | Germania Ovest | Mirko Desker, Nikola Miličević                                                       |
| 1981 | Francia        | Mate Kolić                                                                           |
|      | Germania Est   | Petar Bilandžić, Ivo Furlić, Ivan Jurišić, Mladen Jurišić, Ante Kostić               |
|      | Svizzera       | Stanko Nižić                                                                         |
| 1983 | Germania Ovest | Stjepan Đureković, Franjo Mikulić, Đuro Zagajski, Milan Župan                        |
| 1984 | Germania Ovest | Slavko Logarić                                                                       |
| 1984 | Austria        | Tomislav Katalenic                                                                   |
| 1986 | Stati Uniti    | Franjo Mašić                                                                         |
| 1987 | Canada         | Damir Đureković                                                                      |
|      | Germania Ovest | Ivan Hlevnjak                                                                        |
| 1989 | Germania Ovest | Ante Đapić                                                                           |

## L'UDBA dal 1986
Il ruolo della UDBA cambiò a partire dal 1986, quando una mentalità differente si diffuse all'interno del partito e incominciò il processo di democratizzazione dello Stato. I servizi segreti subirono degli attacchi e molte persone criticarono pubblicamente la SDB. Il ruolo del partito all'interno dalla SDB venne abolito e si avviarono i primi tentativi di portare l'organizzazione sotto controllo del parlamento.
La nomina di una commissione che monitorasse il lavoro della UDBA è considerata una delle idee più assurde prese durante l'era del socialismo democratico in quanto l'attività della SDB era regolata dalla legislazione federale e da regolamenti pubblicati sulla Gazzetta Ufficiale segreta. Nessun membro della commissione, neppure il presidente aveva accesso a questi atti. Era difficile indagare per la commissione se questa non possedeva i poteri necessari. Il capo del servizio venne allora incaricato di fornire le informazioni richieste, anche riservate, alla commissione. La SDB ricevette anche degli incarichi dal partito, mentre alla commissione mancavano i poteri per visionare questi compiti. Questi eventi minarono l'unità della SDB che ammetteva l'esistenza di regolamenti non pubblicati (atti giuridici, ordinanze, ecc). Questo provocò delle proteste riguardanti la violazione dei diritti e l'impossibilità da parte del pubblico di accedere a questi regolamenti.
Le prime elezioni multipartitiche del 1990 accelerarono il processo di democraticizzazione del paese. Questo evento si fece sentire all'interno del Segretariato Federale per gli Affari Interni (SSUP) e sul Servizio Federale di Sicurezza Statale (SSDB) che stavano tentando di mantenere il controllo sulle varie cellule della SDB nelle repubbliche federali. La SDB cominciò ad aumentare la disunità, essa era ancora legata agli organi federali, ma si stava rendendo conto che ogni cellula operava per la propria repubblica. Alcune figure professionali, soprattutto quelle legate agli "affari interni" (che si occupavano delle "correnti borghesi di destra", dei clericalisti e dei movimenti studenteschi) cominciarono a lasciare il servizio. Il conflitto stava aumentando e gli archivi della SDB vennero sistematicamente distrutti. La SDB cominciò anche a limitare le informazioni inviate alla SSDB. In ultimo queste informazioni riguardavano soltanto gli affari esteri.
L'indebolimento della SSDB spinse questa struttura ad aumentare il potere dei servizi di sicurezza legati all'Esercito Jugoslavo, il KOS. Gli sforzi fallirono perché essi dipendevano ancora da strutture legate ad altre nazionalità impiegate nella SDB e che non avevano ne accesso ne potere decisionale alle banche dati.
Lo scoppio della guerra in Jugoslavia e la successiva disintegrazione portarono allo scioglimento della UDBA. Molti ex agenti della UDBA ottennero incarichi importanti nelle proprie repubbliche di appartenenza alla fine della guerra.